# 2017년 자와섬 지진
2017년 12월 15일 오후 11시 47분 경 인도네시아 자와섬에서 발생한 모멘트 규모 6.5의 지진이다. 지진의 진앙은 섬 남부 해안으로, 깊이 91.9 km에서 발생하였다. 이 지진으로 최소 1명이 숨지고, 5명이 부상을 입었다. 또한 많은 건물이 무너졌다.
지진으로 인한 진동은 수도 자카르타에서도 감지되었다.